# نيل ترومان
نيل ترومان (بالإنجليزية: Nell Truman)‏ مواليد 12 ديسمبر 1945 في إنجلترا - الوفاة 12 أبريل 2012 في كامبريدج، كانت لاعبة كرة مضرب إنجليزية، اعتزلت اللعب في 1972.

## النهائيات

### الزوجي
الوصافة (1)
| السنة | البطولة                  | الأرضية | الشريك  | المنافس في النهائي      | النتيجة في النهائي |
| 1972  | دورة رولان غاروس الدولية | ترابية  | ويني شو | بيلي جين كينغ بيتي ستوف | 1–6, 2–6           |

## روابط خارجية
- نيل ترومان على موقع رابطة محترفات التنس (الإنجليزية)
- نيل ترومان على موقع الاتحاد الدولي لكرة المضرب (الإنجليزية)
- نيل ترومان على موقع خلاصة التنس.كوم (الإنجليزية)